# APOBEC1
La
enzima edición de ARNm de apolipoproteína B, polipéptido catalítico 1, también conocida como enzima de edición C->U APOBEC-1 es una proteína que en los humanos está codificada por el gen APOBEC1 . 
Este gen codifica un miembro de la familia de proteínas APOBEC y la familia de enzimas citidina desaminasa . La proteína codificada forma una holoenzima de edición de ARN de múltiples proteínas con el factor de complementación APOBEC1 ( A1CF ). Esta holoenzima participa en la edición de bases de nucleótidos de citosina por uracilo (C por U) en los ARNm de apolipoproteína B y neurofibromina 1 . 
APOBEC-1 (A1) se ha relacionado con el control del colesterol, el desarrollo del cáncer y la inhibición de la replicación viral.  Su función se basa en introducir un codón de terminación en el ARNm de la apolipoproteína B (ApoB), que altera el metabolismo de los lípidos en el tracto gastrointestinal. El mecanismo de edición es muy específico. La desaminación de la base citosina por parte de A1 produce uracilo, que crea un codón de terminación en el ARNm.
A1 se ha relacionado con efectos para la salud tanto positivos como negativos. En roedores, tiene una amplia distribución tisular mientras en humanos, solo se expresa en el intestino delgado.

## Gen
APOBEC1 se encuentra en el cromosoma 12 (humano), en su brazo corto (p), banda 13.31.

## Función
ApoB es esencial en el ensamblaje de lipoproteínas de una muy baja densidad derivado de lípidos, en el hígado y el intestino delgado. Al editar ApoB, se favorece la expresión solo del producto más pequeño, ApoB48, lo que inhibe considerablemente la producción de lipoproteínas. Sin embargo, actualmente la A1 se encuentra sólo en niveles extremadamente bajos en el hígado y el intestino humano, mientras que se expresa altamente en roedores. En humanos, la A1 se encuentra exclusivamente en las células epiteliales gastrointestinales.

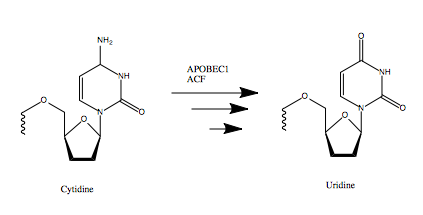
La desaminación general de la citidina para formar uridina.

## Mecanismo

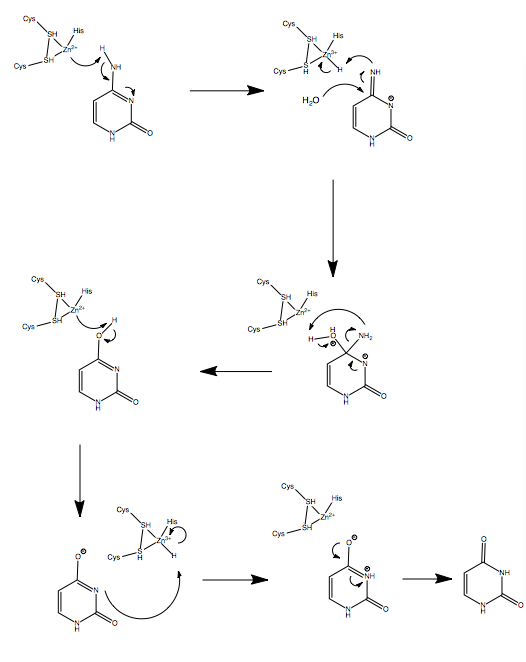
Posible mecanismo de modificación de C a U utilizando complejos de zinc con H-66, Cys-93 y Cys-96.

A1 modifica la citosina en la posición 6666 de la cadena de ARNm de ApoB mediante una desaminación. Un dímero A1 se une primero al ACF, que forma el complejo de unión que luego puede eliminar el grupo amino de la citosina.